# Yo soy aquél
"Yo soy aquel" ("Eu sou aquele") foi a canção que representou a Espanha no Festival Eurovisão da Canção 1966 que se realizou no Luxemburgo.
A referida canção foi interpretada em castelhano por Raphael. Foi a décima-primeira canção a ser interpretada na noite do festival, a seguir à canção sueca "Nygammal vals", interpretada por
Lill Lindfors e Svante Thuresson e antes da canção helvética "Ne vois-tu pas?", cantada por Madeleine Pascal. Terminou em sétimo lugar, tendo recebido um total de 9 pontos. No ano seguinte, a Espanha fez-se representar com o tema "Hablemos del amor",´novamente interpretada por Raphael.

## Autores
- Letra: Manuel Alejandro
- Música: Manuel Alejandro
- Orquestração: Rafael de Ibarbia Serra

## Letra
Raphael diz que ele é aquele que está apaixonado por ela, que a persegue todas a noites, que não pode viver sem ela. É uma balada de amor.

## Versões
Raphael lançou uma versão em francês desta canção intitulada "Dis-moi lequel"